# Ferganasaurus
Genre
Espèce
Ferganasaurus est un genre de dinosaures sauropodes du Jurassique retrouvé au Kirghizistan en 1966. L'espèce-type, Ferganasaurus verzilini, a été décrite par Vladimir Alifanov (d) et Alexander O. Averianov (d) en 2003.